# Disco circumplanetario

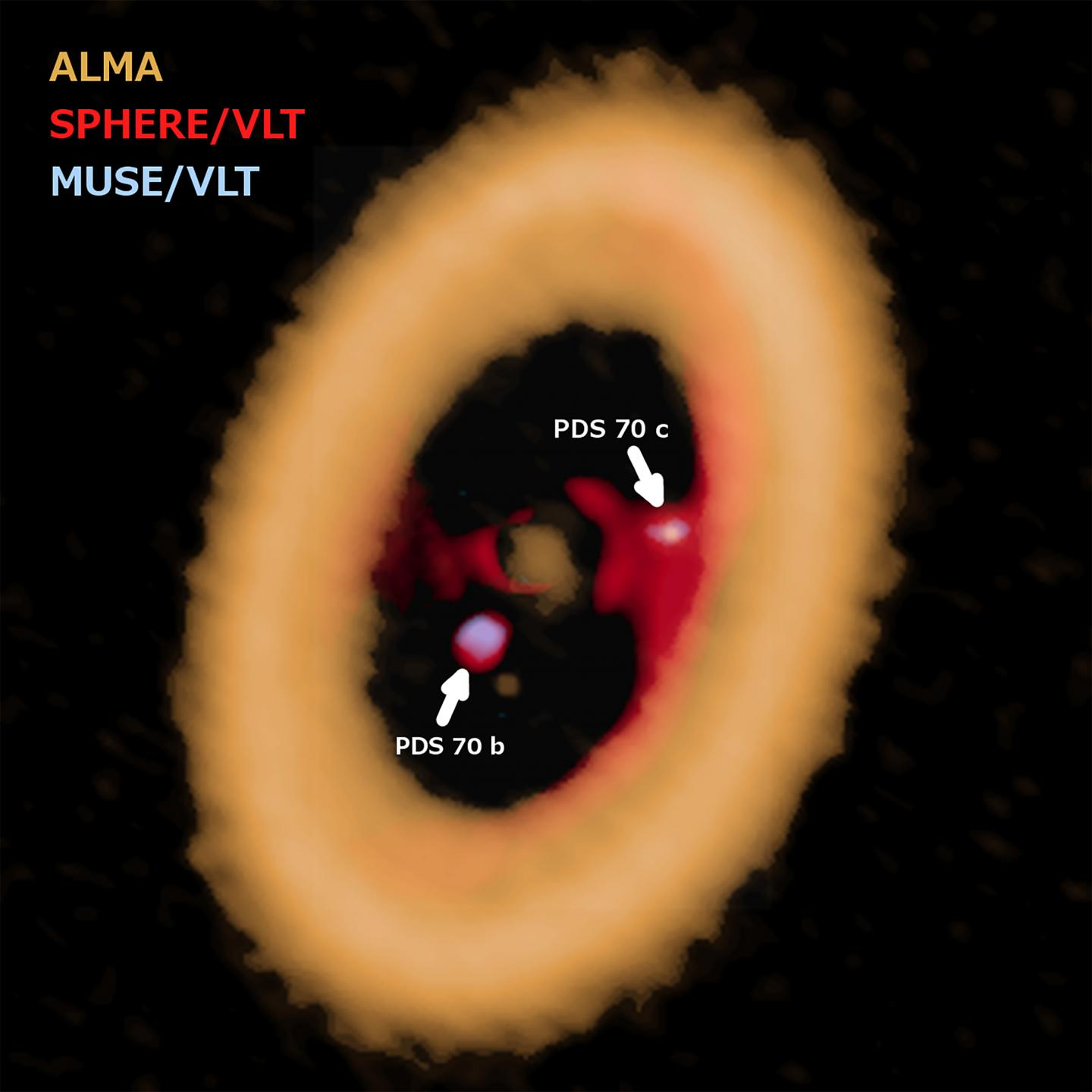
Disco circumplanetario intorno all'esopianeta PDS 70c

Un disco circumplanetario è un accumulo di materia, a forma di anello, composto da gas, polvere, planetesimi, asteroidi o frammenti in orbita attorno a un pianeta. Attorno ai pianeti, essi sono i serbatoi di materiale da cui possono formarsi le lune (o esolune o subsatelliti). Un tale disco può manifestarsi in vari modi.

## Storia delle osservazioni
Nell'agosto 2018 gli astronomi hanno segnalato la probabile rilevazione di un disco circumplanetario attorno a CS Cha B. Gli autori affermano che "Il sistema CS Cha è l'unico sistema in cui è probabilmente presente un disco circumplanetario così come un disco circumstellare". Nel 2020, tuttavia, i parametri di CS Cha B sono stati rivisti, risultando una nana rossa in accrescimento e rendendo il disco circumstellare.
Nel giugno 2019 gli astronomi hanno segnalato il rilevamento di evidenze di un disco circumplanetario intorno a PDS 70b utilizzando la spettroscopia e le "firme" di accrescimento. Queste ultime sono state rilevate anche per altri candidati planetari. Nel luglio 2019 gli astronomi hanno riportato il primo rilevamento in assoluto utilizzando l'Atacama Large Millimeter / submillimeter Array (ALMA) di un disco circumplanetario. Gli studi ALMA, utilizzando lunghezze d'onda millimetriche e submillimetriche, sono più efficaci nell'osservare la polvere concentrata nelle regioni interplanetarie, poiché le stelle emettono relativamente poca luce a queste lunghezze d'onda e poiché le osservazioni ottiche sono spesso piene di un bagliore troppo elevato dalla stella ospite.
Il disco circumplanetario è stato rilevato attorno a un giovane esopianeta massiccio, simile a Giove, PDS 70c; un altro disco simile potrebbe essere stato rilevato anche attorno all'esopianeta PDS 70b. Questi esopianeti fanno parte del sistema stellare multiplanetario PDS 70, a circa 370 anni luce (110 parsec) dalla Terra.
Secondo Andrea Isella, ricercatore capo della Rice University di Houston, in Texas, "Per la prima volta, possiamo vedere in modo conclusivo i segni di un disco circumplanetario, che aiuta a supportare molte delle attuali teorie sulla formazione dei pianeti..." Confrontando le nostre osservazioni con le immagini ottiche e infrarosse ad alta risoluzione, possiamo vedere chiaramente che una concentrazione altrimenti enigmatica di minuscole particelle di polvere è in realtà un disco di polvere che circonda il pianeta, la prima caratteristica del genere mai osservata in modo definitivo".
Possibili dischi circumplanetari sono stati rilevati anche intorno a Cha 110913-773444, 2M1207b, J1407b, HD 100546 b, GSC 06214-00210 b, e DH Tauri b.